# Каннинг, Йен
Йен Каннинг (англ. Iain Canning; род. 23 июля 1979 года) — английский кинопродюсер, наиболее известный благодаря продюсированию фильма «Король говорит!» (2010), за которую он получил премию Оскар как за лучшую картину и награды BAFTA за лучший фильм и лучший британский фильм. Он также был номинирован на премию «Оскар» за фильмы «Лев» и «Власть пса» в 2017 и 2022 годах.

## Жизнь и карьера
В 2008 году Каннинг стал соучредителем See-Saw Films с Эмилем Шерманом и продюсировал несколько крупных фильмов, в том числе Лев (2016), получивший две премии BAFTA (в главных ролях: Дев Патель, Николь Кидман и Руни Мара).
В рамках нового телевизионного подразделения See-Saw Films, Каннинг так же выпустил детективный сериал «Вершина озера» (2013 год) и его продолжение «Китайская девушка» (2017 год), режиссёры Джейн Кэмпион (премия «Эмми»). В главных ролях: Элизабет Мосс, Николь Кидман и Гвендолин Кристи.
В 2016 году вышел ещё один телевизионный проект, комедия-драма «Любовь, Нина», режиссёр Эс Джей Кларксон, в главных ролях Хелена Бонэм Картер и Фэй Марсей.
До этого он уже выпустил такие работы как, биографический фильм «Контроль» о жизни Яна Кёртиса (2007 года, режиссёр Антон Корбайн), и исторический фильм «Голод» (2008 год, режиссёр Стив МакКуин).
В 2011 году Йен Каннинг получил премию Оскар за фильм «Король говорит!» режиссёра Тома Хупера (в главных ролях Колин Ферт и Джеффри Раш).
Так же в 2011 году, вместо со Стивом МакКуином был выпущен фильм «Стыд», в главных ролях Майкл Фассбендер и Кэри Маллиган. Фильм получил награду ФИПРЕССИ за лучший фильм в 2011 году на Венецианском кинофестивале.
В 2015 году была серия удачных проектов; с режиссёром Джастином Курзелем был удачно снят «Макбет» (в главной роли Майкл Фассбендер и Марион Котийяр), фильм «Мистер Холмс» с режиссёром Биллом Кондоном (в главной роли Йен МакКеллен), «Жизнь» режиссёр Антон Корбайн (в главной роли Роберт Паттинсон и Дейн Дехаан) и «Строго на запад» режиссёр Джон Маклин (в главных ролях Майкл Фассбендер и Коди-Смит Макфи), которые были удостоены премии Большого жюри на кинофестивале Sundance 2015.
Несколько известных проектов See-Saw за 2017 и 2018 годы:
Фильм «Как разговаривать с девушками на вечеринках», режиссёр Джон Кэмерон Митчелл, в главных ролях Элл Фаннинг и Николь Кидман.
Фильм «Мария Магдалина», режиссёр Гарт Девис, в главной роли Руни Мара и Хоакин Феникс.
Фильм «Вдовы», режиссёр Стив МакКуин, в главных ролях Виола Дэвис, Лиам Нисон, Мишель Родригес.
А так же с компанией «Netflix» Йен Каннинг снял «Новые легенды обезьяны», в главной роли Чеи Хансен.